# Contea di Hillsdale
La contea di Hillsdale, in inglese Hillsdale County, è una contea dello Stato del Michigan, negli Stati Uniti. La popolazione al censimento del 2000 era di 46 527 abitanti. Il capoluogo di contea è Hillsdale.